# Viacom
A Viacom Inc. vagy Viacom (a cég logójában vıacoм-ként írva) egy amerikai multinacionális médiakonglomerátum, amely főleg a filmipar és a kábeltelevíziós csatornák, műsorok területén tevékenykedik. Jelenleg a világ hatodik legnagyobb médiacége bevétel alapján a Comcast, a The Walt Disney Company, a Time Warner, a 21st Century Fox és a CBS Corporation mögött. A vállalat részvényeinek 80%-a a National Amusements, Inc. kezében van, amely egy magánkézben lévő mozitársaság a milliárdos Sumner Redstone irányításával. Redstone-nak a National Amusements révén a CBS Corporation-ben is részesedése van.
A cég jelenlegi formájában 2005. december 31-én jött létre az eredeti Viacomról történő leválással. A régi cég ezután a CBS Corporation nevet vette fel, és a régi Viacom bizonyos csatornáit, prémium szolgáltatását (pl. Showtime Networks), valamint pár műsor gyártását tartotta meg. Az eredeti vállalat jogelődjei többek között a Gulf+Western (a későbbi Paramount Communications) és a Westinghouse Electric Corporation. A jelenlegi Viacom körülbelül 170 csatornát üzemeltet, amelyekkel 700 millió előfizetőt ér el 160 országban, továbbá tulajdonosa többek között a BET Networks-nek, a Viacom Media Networks-nek és a Paramount Pictures-nek.
2019 decemberében a Viacom újra egyesült a CBS Corporation-nel, így a Viacom tulajdonába került a CBS televíziótársaság és a CBS Corporation összes leányvállalata. A cég ViacomCBS néven működött, majd 2022 februárjától Paramount Global néven működik.

## Fordítás
- Ez a szócikk részben vagy egészben a Viacom című angol Wikipédia-szócikk ezen változatának fordításán alapul.  Az eredeti cikk szerkesztőit annak laptörténete sorolja fel. Ez a jelzés csupán a megfogalmazás eredetét és a szerzői jogokat jelzi, nem szolgál a cikkben szereplő információk forrásmegjelöléseként.